# Laurean Rugambwa
Laurean Rugambwa (Bukongo, 12 luglio 1912 – Dar es Salaam, 8 dicembre 1997) è stato un cardinale e arcivescovo cattolico tanzaniano, primo cardinale africano in epoca moderna.

## Biografia
Nato sull'isola Ukerewe nel Tanganica, all'epoca colonia tedesca denominata Africa Orientale tedesca (oggi Tanzania); Rugambwa fu ordinato presbitero il 12 dicembre 1943.
Il 13 dicembre 1951 fu eletto vescovo titolare di Febiana e nominato vicario apostolico del Kagera inferiore. Fu consacrato vescovo il 10 febbraio 1952 per mano dell'arcivescovo David Mathew. Il vicariato apostolico fu elevato a diocesi di Rutabo il 25 marzo 1953 e il 21 giugno 1960 assunse il nome di diocesi di Bukoba.
Papa Giovanni XXIII lo elevò al rango di cardinale nel concistoro del 28 marzo 1960 e gli conferì il titolo di San Francesco d'Assisi a Ripa Grande.
Il 19 dicembre 1968 fu promosso arcivescovo di Dar-es-Salaam e si dimise per raggiunti limiti di età il 22 luglio 1992.
Partecipò al Concilio Vaticano II pronunciando 15 interventi in seduta pubblica; prese parte inoltre al conclave del 1963 ed a quelli del 1978.
Morì l'8 dicembre 1997 all'età di 85 anni e fu sepolto nella cattedrale di Dar-es-Salaam. Il 6 ottobre 2012 i suoi resti sono stati trasferiti nella cattedrale di Bukoba.

## Genealogia episcopale e successione apostolica
La genealogia episcopale è:
- Cardinale Scipione Rebiba
- Cardinale Giulio Antonio Santori
- Cardinale Girolamo Bernerio, O.P.
- Arcivescovo Galeazzo Sanvitale
- Cardinale Ludovico Ludovisi
- Cardinale Luigi Caetani
- Cardinale Ulderico Carpegna
- Cardinale Paluzzo Paluzzi Altieri degli Albertoni
- Papa Benedetto XIII
- Papa Benedetto XIV
- Papa Clemente XIII
- Cardinale Bernardino Giraud
- Cardinale Alessandro Mattei
- Cardinale Pietro Francesco Galleffi
- Cardinale Giacomo Filippo Fransoni
- Cardinale Carlo Sacconi
- Cardinale Edward Henry Howard
- Cardinale Mariano Rampolla del Tindaro
- Cardinale Rafael Merry del Val
- Cardinale Arthur Hinsley
- Arcivescovo David Mathew
- Cardinale Laurean Rugambwa

La successione apostolica è:
- Arcivescovo Marko Mihayo (1960)
- Cardinale Guido Del Mestri (1961)
- Arcivescovo Felice Pirozzi (1961)
- Arcivescovo James Odongo (1965)
- Vescovo James Dominic Sangu (1966)
- Cardinale Emmanuel Kiwanuka Nsubuga (1966)
- Vescovo Adriani Mkoba (1967)
- Vescovo Joseph Sipendi (1968)
- Vescovo Cesare Asili (1968)
- Vescovo Maurus Gervase Komba (1970)
- Vescovo Nikasius Kipengele (1970)
- Vescovo Raymond Mwanyika (1971)
- Vescovo Philip Sulumeti (1972)
- Vescovo Matthias Joseph Isuja (1972)
- Vescovo Patrick Iteka (1973)
- Vescovo Nestorius Timanywa (1974)
- Arcivescovo Vincent Nsengiyumva (1974)
- Vescovo Castor Sekwa (1975)
- Arcivescovo Anthony Peter Mayalla (1979)
- Arcivescovo Josaphat Louis Lebulu (1979)
- Vescovo Bernard Martin Ngaviliau, C.S.Sp. (1980)
- Vescovo Matthew Shija (1980)
- Vescovo Telesphore Mkude (1988)
- Vescovo Gabriel Mmole (1988)
- Vescovo Fortunatus M. Lukanima (1989)
- Vescovo Magnus Mwalunyungu (1992)